# IC 1067
IC 1067 est une galaxie spirale barrée située dans la constellation de la Vierge. Sa vitesse par rapport au fond diffus cosmologique est de 1 785 ± 14 km/s, ce qui correspond à une distance de Hubble de 26,3 ± 1,9 Mpc (∼85,8 millions d'al). Cette galaxie a été découverte par l'astronome français Stéphane Javelle en 1891.
La classe de luminosité d'IC 1067 est II et elle présente une large raie HI.
Selon E.L. Turner, les galaxies IC 1066 et IC 1067 forment une paire de galaxies rapprochées. La distance de Hubble d'IC 1066 est égale à 26,14 ± 1,84 pc, presque la même que celle d'IC 1067. NGC 5771. Ces deux galaxies forment donc une paire réelle.

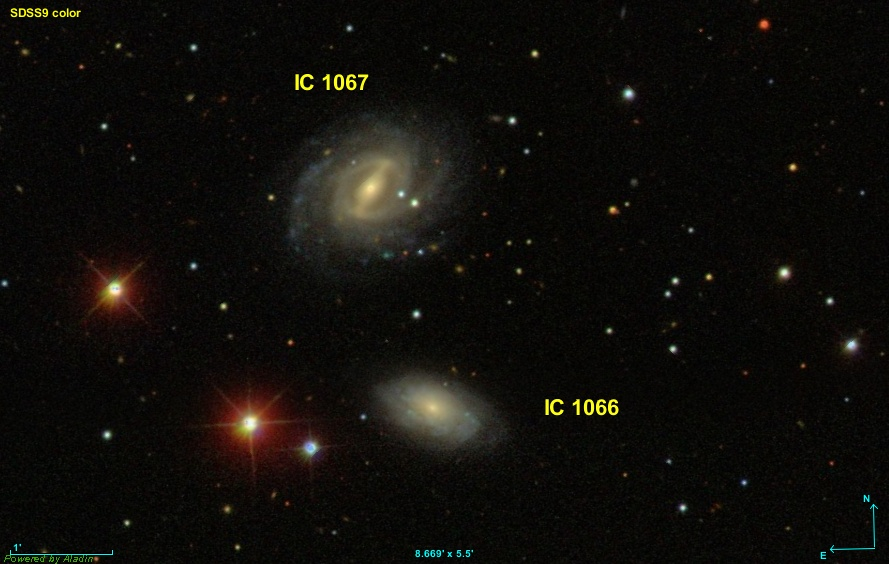
IC 1066 et IC 1067 sont voisines sur la sphère céleste et à des distances semblables de la Voie lactée. Elles pourraient donc constituer une paire physique de galaxies rapprochées.

## Groupe d'IC 1066
Selon Abraham Mahtessian, IC 1067 fait partie du groupe d'IC 1066. Ce groupe de galaxies compte 15 membres. IC 1066 n'est ni la plus brillante ni la plus grosse galaxie du groupe, mais c'est la première galaxie de la liste de Mahtessian. Plusieurs des galaxies de cette liste se trouvent dans d'autres groupes décrits par d'autres sources, dont IC 1067 dans le groupe de NGC 5775. Les membres du groupe selon l'ordre décrit pas Mahtessian sont : IC 1066, IC 1067, NGC 5770, NGC 5774, NGC 5775, NGC 5806, NGC 5813, NGC 5831, NGC 5839, NGC 5838, NGC 5845, NGC 5846, NGC 5854, NGC 5864 et NGC 5869.
Puisque IC 1066 fait partie de l'amas de la Vierge III, un des amas du superamas de la Vierge, le groupe d'IC 1066 en fait également partie.

## Groupe de NGC 5775
Selon A. M. Garcia et Richard Powell, IC 1067 fait partie du groupe de NGC 5775. Ce groupe de galaxies compte cinq membres. Les quatre autres galaxies du groupe sont NGC 5770, NGC 5774, NGC 5775 et IC 1066,.
Le groupe de NGC 5775 fait partie de l'amas de la Vierge III, un des amas du superamas de la Vierge.